# Юбілейний (Новгородська область)
Юбілейний (рос. Юбилейный) — селище в Хвойнинському районі Новгородської області Російської Федерації.
Населення становить 1520 осіб. Входить до складу муніципального утворення Юбілейнинське сільське поселення.

## Історія
Від 2005 року входить до складу муніципального утворення Юбілейнинське сільське поселення

## Населення
| 2009  | 2010  | 2012  | 2013  | 2014  | 2015  | 2016  |
| ----- | ----- | ----- | ----- | ----- | ----- | ----- |
| 1778  | ↘1747 | ↘1717 | ↘1692 | ↗1695 | ↘1689 | ↘1678 |
| 2017  | 2018  | 2019  | 2020  |       |       |       |
| ↘1645 | ↘1601 | ↘1539 | ↘1520 |       |       |       |